# Протеинурия
Протеинурията е медицинско състояние, при което в рамките на 24 часа в урината се отделя белтък повече от 100 – 150 mg, и е един от основните симптоми на заболявания на бъбреците.
Албуминът, от друга страна, не трябва да надвишава 30 mg. При напълно здрави бъбреци белтъци не се губят, но е възможно след тежко физическо натоварване или висока температура такива да попаднат в урината – това се случва рядко. Ортостатичната протеинурия се характеризира с увеличаване на белтъците в урината в хода на деня – при продължителен прав стоеж.
Според размера на белтъчните молекули протеинурията е селективна (белтъци с ниска молекулна маса – α1-микроглобулин, β2-микроглобулин, лизозим, албумин, трансферин; при нея може да има леко гломерулно увреждане) и неселективна (белтъци с висока молекулна маса – имуноглобулин G, α2-макроглобулин).
Причини за протеинурията могат да бъдат бъбречни заболявания, диабет, високо кръвно налягане и други.